# نايجل هيس
نايجل هيس (بالإنجليزية: Nigel Hess)‏ هو ملحن بريطاني، ولد في 22 يوليو 1953 في مقاطعة سومرست في المملكة المتحدة.

## وصلات خارجية
- الموقع الرسمي
- نايجل هيس على موقع IMDb (الإنجليزية)
- نايجل هيس على موقع ميوزك برينز (الإنجليزية)
- نايجل هيس على موقع قاعدة بيانات برودواي على الإنترنت (الإنجليزية)
- نايجل هيس على موقع أول ميوزيك (الإنجليزية)
- نايجل هيس على موقع ديسكوغز (الإنجليزية)
- نايجل هيس على موقع قاعدة بيانات الفيلم (الإنجليزية)